# Michael Schwaiger (Politiker)
Michael Schwaiger (* 1970) ist ein bayerischer Politiker. Der gelernte Bankfachwirt war von 2008 bis 2014 für die Freien Wähler Landrat des oberbayerischen Landkreises Freising.

## Politischer und beruflicher Werdegang
Nach der Schulausbildung an der Karl-Meichelbeck-Realschule in Freising, machte Michael Schweiger ab 1989 eine Ausbildung zum Bankkaufmann bei der Freisinger Bank und war ab 1993 Geschäftsstellenleiter in Marzling. Von 1996 war er Mitglied im Gemeinderat Marzlings. 2002 wurde er zum 1. Bürgermeister der Gemeinde Marzling gewählt, ein Amt, das er bis 2008 ausübte. Ab 2005 war er zudem 1. Vorsitzender der Schutzgemeinschaft Erding-Nord, Freising und Umgebung e.V. Nachdem er Ende 2014 nicht mehr für dieses Amt kandidierte, wurde Manfred Pointner als Nachfolger gewählt.
Bei der Wahl zum Landrat des Landkreises Freising 2008 konnte sich Michael Schwaiger in der Stichwahl gegen seinen Mitbewerber und Landtagsabgeordneten Christian Magerl durchsetzen. Schwaiger erreichte 58,5 Prozent der Stimmen, für Magerl stimmten 41,3 Prozent der Wahlberechtigten. Beide waren sie gegen den weiteren Ausbau des Flughafens München mit einer 3. Startbahn und gegen den Bau des Transrapid vom Hauptbahnhof in München zum Flughafen. Bis zur Einstellung der Planungen setzte sich Schwaiger auch gegen die sogenannte „Marzlinger Spange“ zur Bahnanbindung des Flughafens ein. Am 24. Oktober 2013 gab Schwaiger bekannt, dass er aus gesundheitlichen Gründen nicht zur nächsten Landratswahl im März 2014 antreten werde. Zu seinem Nachfolger wurde Josef Hauner (CSU) gewählt.
Er war von 1. Oktober 2014 bis Februar 2023 Geschäftsführer der Lebenshilfe Freising e.V.

## Privates
Michael Schwaiger ist verheiratet.